# André de Lartigue
André de Lartigue est un homme politique français né le 6 novembre 1723 à Toulouse (Haute-Garonne) et décédé à une date inconnue.
Lieutenant-général de la sénéchaussée de Toulouse, il est député du tiers état aux États généraux de 1789. Il ne joue aucun rôle parlementaire.

## Sources
- « André de Lartigue », dans Adolphe Robert et Gaston Cougny, Dictionnaire des parlementaires français, Edgar Bourloton, 1889-1891 [détail de l’édition]